# Kraftfahrzeugbesteuerung
Die Kraftfahrzeugbesteuerung umfasst alle Steuern und Abgaben, die im Zusammenhang mit der Zulassung und/oder dem Betrieb eines Kraftfahrzeugs anfallen.

## Europäische Union
In der Europäischen Union sind mehr als 230 Millionen Personenkraftwagen zugelassen. Im Jahr 2010 beliefen sich die Zulassungs- und Kraftfahrzeugsteuern in den Mitgliedstaaten im Durchschnitt auf 1,9 % aller Steuereinnahmen.
Es existieren im Bereich der Besteuerung von Personenkraftwagen jedoch nur wenige Gemeinschaftsvorschriften bzw. nur eine begrenzte Harmonisierung nationaler steuerlicher Vorschriften. Deshalb erlässt jeder Mitgliedstaat auf diesem Gebiet eigene Rechtsvorschriften. Eine Vielzahl unterschiedlicher Schwellenwerte und technischer Parameter zur Abgrenzung der verschiedenen Steuerniveaus, wie Hubraum, Kraftstoffverbrauch oder CO 2-Ausstoß (für Zulassungs- oder Kraftfahrzeugsteuern) macht die Marktbedingungen für die Automobilhersteller kompliziert und bewirkt eine steuerlich bedingte Fragmentierung des Binnenmarktes.
1983 wurde allein die Richtlinie 83/182/EWG über Steuerbefreiungen innerhalb der Gemeinschaft bei vorübergehender Einfuhr bestimmter Verkehrsmittel angenommen. Die Richtlinie dient der Vermeidung einer Doppelbesteuerung bezüglich Zulassungs- und Kraftfahrzeugsteuer und soll damit die Freizügigkeit zwischen den EU-Mitgliedstaaten erleichtern, auch für mehr als ein Personenfahrzeug je Person.
Ziel eines Vorschlags der Europäischen Kommission aus dem Jahr 1998 war die Einführung einer obligatorischen Steuerbefreiung für private Kraftfahrzeuge, die im Zusammenhang mit der Verlegung des gewöhnlichen Wohnsitzes einer Privatperson auf Dauer von einem Mitgliedstaat in einen anderen Mitgliedstaat verbracht werden. Ein weiterer Vorschlag aus dem Jahr 2005 hatte zum Ziel, die Zulassungssteuern nach einer Übergangszeit von zehn Jahren gänzlich abzuschaffen und durch jährliche Kraftfahrzeugsteuern zu ersetzen. Außerdem sollten die Kraftfahrzeugsteuern umweltgerechter werden. Beide Vorschläge haben nicht die Zustimmung der Mitgliedstaaten gefunden.
Da außer der Richtlinie 83/182/EWG bisher keine sekundären steuerrechtlichen Vorschriften verabschiedet wurden, steht es den Mitgliedstaaten abgesehen vom Bereich der Mehrwertsteuer frei, Steuern auf Personenkraftwagen zu erheben, solange diese Steuern mit den allgemeinen Grundsätzen des EU-Rechts im Einklang stehen. Pendler oder Inhaber eines Zweitwohnsitzes dürfen beispielsweise nicht höher besteuert werden als die in dem fraglichen Mitgliedstaat ansässigen Unionsbürger.

## Einzelne Staaten
Eine Kraftfahrzeugsteuer existiert in Deutschland, Österreich und der Schweiz sowie in Belgien, Finnland, Großbritannien, Italien, Niederlande, Norwegen,  Portugal, Schweden  und Spanien.
Dänemark erhebt eine Abgabe auf Kraftfahrzeuge.
Frankreich erhebt Steuern auf Pkw, die für Gesellschaften zugelassen wurden, sowie auf Kraftfahrzeuge, die von Mitarbeitern gehalten oder gemietet werden, die von der Gesellschaft Kilometergeld für über 15.000 km/Jahr erstattet bekommen. Zudem existiert eine französische Sondersteuer für Kraftfahrzeuge ab 12 t Gesamtgewicht. Statt einer allgemeinen Kraftfahrzeugsteuer sind privatisierte Autobahnabschnitte in Frankreich mautpflichtig.
Polen erhebt eine gesonderte Kraftfahrzeugsteuer nur für Lastkraftwagen, Autobusse und größere Anhänger. „Personenkraftwagen sind nicht Gegenstand der Kraftfahrzeugsteuer. Die Kraftfahrzeugsteuer ist im Preis für Benzin und Diesel enthalten.“
Über die Erhebung und die Höhe der Abgaben entscheiden je nach Staat
- fiskalische Gründe
- wirtschaftspolitische Gründe (z. B. Befreiung von Traktoren oder Flugzeugen)
- umweltpolitische Gründe (z. B. progressive Besteuerung nach Hubraum oder Schadstoffausstoß)
- handelspolitische Gründe (z. B. EU-Zoll auf Fahrzeuge aus Nichtmitgliedsstaaten)

## Arten
- Einmalig: bei Kauf eines Neufahrzeugs, beispielsweise in den Niederlanden und in Dänemark oder bei Zulassung
- Wiederkehrend: Kraftfahrzeug- oder Versicherungssteuer
- Verbrauchsabhängig: Mineralölsteuer; Maut, Vignetten und Wegzölle (beispielsweise die kilometerabhängige Péage in Frankreich für die Benutzung von Autobahnen, die fahrkilometerunabhängige Vignette in der Schweiz oder die Brückensteuer in Dänemark)
- Komponentenbesteuerung (beispielsweise Batterieabgabe in Dänemark)